# Jueus estatunidencs
La comunitat jueva estatunidenca generalment és considerada com la comunitat jueva més gran del Món. És difícil aplegar les estadístiques sobre el nombre de jueus a qualsevol país, com és difícil definir exactament qui és un jueu, però segons la majoria de les estadístiques hi ha almenys entre 5 i 6 milions de jueus als Estats Units. Això significa que són aproximadament el 2 % de la població estatunidenca, i que hi ha més jueus als Estats Units que a Israel, o a qualsevol altre país del Món.

## Distribució
Els jueus no es distribueixen uniformement per tot el país, però tendeixen a concentrar-se en regions separades, especialment al nord-est, Florida i Califòrnia, i especialment a les grans ciutats. Nova York és la ciutat amb més habitants jueus dels Estats Units, ja que conté al voltant de dos milions de jueus. Això la converteix en el lloc amb la segona concentració més gran de jueus del Món, després de Tel-Aviv, altres ciutats amb molts jueus són Miami i Los Angeles.

## Diversitat
Dins de la comunitat jueva estatunidenca hi ha tant laics com a religiosos, i estan representades totes les diferents branques de la religió jueva. Als Estats Units els corrents reformista i conservadora del judaisme són més populars que el corrent ortodox, a diferència d'altres països. La majoria dels jueus estatunidencs són asquenazites, però també hi ha molts sefardites i mizrahim.

## Història
Els primers jueus van arribar als Estats Units en 1654, però la primera gran ona d'immigració jueva va ser a mitjans del segle XIX i va arribar des d'Alemanya. Entre 1880 i 1924, prop de dos milions de jueus van emigrar als Estats Units, provinents principalment de Rússia i Europa de l'Est, i van escapar de la persecució i la pobresa. Molts van esdevenir treballadors en fàbriques i tallers. En 1924, el govern federal dels Estats Units va introduir una llei que dificultava la immigració des d'Europa de l'Est. Durant les dècades de 1930 i 1940, molts jueus van escapar als Estats Units per fugir dels nazis. No obstant això, a alguns d'ells van negar-los l'entrada degut a les lleis contra la immigració. Després de la Segona Guerra Mundial, va haver-hi una immigració jueva constant, i després del final de la guerra freda, va haver-hi molta immigració jueva procedent de l'antiga Unió Soviètica.

## Contribucions
Els jueus han fet una gran contribució a la vida cultural, política, econòmica i social dels Estats Units. Actualment hi ha una gran quantitat de jueus que són famosos i han tingut èxit. Cal esmentar els noms de: Henry Kissinger, Noam Chomsky, Woody Allen, Steven Spielberg o Bob Dylan, entre d'altres. El 37% dels premis Nobel estatunidencs eren jueus.

## Política
La majoria dels jueus estatunidencs tendeixen a votar al Partit Demòcrata. Existeix una forta tradició d'activitat política d'esquerres entre els jueus, a principis del segle xx, els immigrants jueus d'Europa de l'Est sovint portaven idees socialistes i comunistes als Estats Units.

## Antisemitisme
Als Estats Units en general sempre hi ha hagut menys persecucions anti-jueves que a Europa, i el país ha estat relativament lliure d'antisemitisme, almenys en comparació amb altres indrets. No obstant això, en el passat, sovint hi ha hagut formes de discriminació contra els jueus. Per exemple, en alguns estats dels Estats Units, als jueus no se'ls va permetre votar fins a finals del segle xix, i molts clubs privats o universitats van discriminar als jueus fins a mitjans del segle xx. El gran èxit que han aconseguit molts jueus als Estats Units, i el fet que la majoria d'ells han esdevingut part d'una pròspera classe mitjana, ha creat enveja i odi envers ells, especialment entre altres minories ètniques. Hi ha hagut molts problemes entre la comunitat jueva i la comunitat afroestatunidenca a les darreres dècades.